# 五十川潔
五十川 潔（いそかわ きよし、1933年 - ）は、日本の翻訳家。

## 略歴
宮崎県生まれ。1938年、数学教師の父に伴ってソウルに渡る。
幼少期をソウルで暮らし、のちに現在の北朝鮮江界市に転居。
実母、継母ともに死別。
1946年11月、父の郷里の大分県佐伯市に帰着。
1952年、九州大学教養部理科に入学し、のちに九州大学文学部哲学科に転部。1958年、同大学大学院文学研究科（心理学専攻）修士課程修了。
1958年、福岡県庁に入庁、社会福祉に従事する。
1963年、愛知県に移籍し、児童相談所などに勤務。
韓国語が堪能で、1988年頃に友人を介して画家ペク・ヨンスの『回想録』を知り、親交を深めた。

## 翻訳
- 『茶房と画家と朝鮮戦争 ペク・ヨンス回想録』（ペク・ヨンス、与那原恵監訳、五十川潔訳、ペク・ヨンス プロジェクト編、白水社） 2020.10　ISBN 9784560097816